# Akropolis (Zug)
Der Akropolis, auch als Akropolis-Express bezeichnet, war ein zwischen München und Athen verkehrender Fernzug, der nach der Stadtfestung in Athen benannt war. Er wurde gemeinsam von der Deutschen Bundesbahn, den Österreichischen Bundesbahnen (ÖBB), den Jugoslawischen Eisenbahnen (JŽ) und der Griechischen Staatsbahn (OSE) betrieben und fuhr von München über Villach, Ljubljana, Zagreb, Belgrad, Skopje und Thessaloniki nach Athen. Der in Deutschland als D-Zug eingestufte Zug wurde unter den Zugnummern D 290/291 geführt. In Österreich und Jugoslawien war der Akropolis als Zuggattung Expresszug (Ex) klassifiziert.

## Geschichte
Der Akropolis-Express wurde 1967 als Ergänzung zu den bereits verkehrenden Balkan-Zügen eingeführt. Während der bereits seit 1963 von Dortmund nach Athen verkehrende Hellas-Express primär ein Angebot für die Gastarbeiter aus Griechenland und Jugoslawien war, sollte der Akropolis deutschen Touristen dienen. Der Zug wurde auf Antrag der Griechischen Staatsbahn eingeführt, die auch darauf drängte, dass die Deutsche Bundesbahn die Wagen stellte.
Zunächst führte der Akropolis neben Sitzwagen auch Liegewagen der DSG und einen Schlafwagen der CIWL. Ab 1972 entfiel der Schlafwagen und ab dem Winterfahrplan 1978/79 wurden zusätzliche Liegewagen von der JŽ gestellt, die nur bis Jugoslawien verkehrten. Die Sitzwagen des Zuges wurden in den 1970er-Jahren überwiegend von der DB und der JŽ gestellt, wobei nur DB-Wagen bis Griechenland durchliefen. In den 1980ern stellte auch die OSE einen Teil der Waggons.
Der Akropolis gehörte nach dem Hellas-Express und dem Istanbul-Express zu den Zugverbindungen mit dem längsten Laufweg, die von Westdeutschland aus verkehrten.
Mit Beginn der Jugoslawienkriege wurde die Verbindung 1991 eingestellt.

## Nachfolger
Für Reisende aus Deutschland und Österreich besteht seit 1993 keine Direktverbindung mehr nach Griechenland, es musste zumindest einmal umgestiegen werden. Im Februar 2011 wurde im Rahmen eines gesetzlich beschlossenen Sanierungsprogramms der grenzüberschreitende Eisenbahnpersonenverkehr von und nach Griechenland insgesamt eingestellt, im Mai 2014 jedoch mit Zugläufen nach Sofia, Skopje und Belgrad wieder aufgenommen.

## Laufweg
Der Akropolis benutzte ab dem Fahrplan 1978/79, anders als die meisten Fernzüge nach Griechenland, in Jugoslawien nicht mehr die elektrifizierte Hauptstrecke zwischen Belgrad und Skopje über Niš, sondern die weniger gut ausgebaute Verbindung über Kosovo Polje (albanisch Fushë Kosova), einen Bahnknoten westlich von Priština, der Hauptstadt des Kosovo. Die Strecke über Niš wurde weiterhin von den Zügen in Richtung Bulgarien–Türkei sowie vom Hellas-Express bedient. Auch der Attika fuhr über Niš statt über Kosovo Polje.
Durch die Gestaltung des Fahrplans mit morgendlicher Abfahrt in München bzw. Athen wurde auf der Gesamtstrecke nur eine einmalige Übernachtung im Zug erforderlich, wie am Beispiel des Sommerfahrplans 1988 erkennbar (nicht alle Haltebahnhöfe angegeben):
| D 291 an/ab | Bahnhof                                                           | D 290 an/ab |
| ----------- | ----------------------------------------------------------------- | ----------- |
| 08:14 ab    | München Hbf                                                       | 22:41 an    |
| 09:52/10:10 | Salzburg Hbf (Grenzbahnhof Deutschland/Österreich)                | 20:24/20:47 |
| 13:06/13:09 | Villach Westbf                                                    | 17:35/17:37 |
| 13:46/14:14 | Jesenice (Grenzbahnhof Österreich/Jugoslawien)                    | 16:05/16:55 |
| 15:10/15:30 | Ljubljana                                                         | 14:35/14.55 |
| 17:50/18:15 | Zagreb Gl Kol                                                     | 11:50/12:15 |
| 21:17 ab    | Vinkovci                                                          | 8:57 ab     |
| 23:14/23:48 | Belgrad                                                           | 05:58/06:38 |
| 02:15 ab    | Kragujevac                                                        | 03:20 ab    |
| 06:26/07:05 | Kosovo Polje                                                      | 22:50/23.30 |
| 08:34/09:00 | Skopje                                                            | 20:29/21:10 |
| 11:00/12:41 | Gevgelija (Grenzbahnhof Jugoslawien/Griechenland, Wechsel OEZ/MZ) | 18:30/18:22 |
| 14:27/15:00 | Thessaloniki                                                      | 15:58/16:40 |
| 17:17/17:29 | Larisa                                                            | 13:21/13:40 |
| 22:30 an    | Athen                                                             | 08:30 ab    |